# Macrothele calpeiana
Macrothele calpeiana là một loài nhện trong họ Hexathelidae. Loài này phân bố ở Tây Ban Nha, Ý và Bắc Phi.